# Willibrord-Kapelle (Krems)

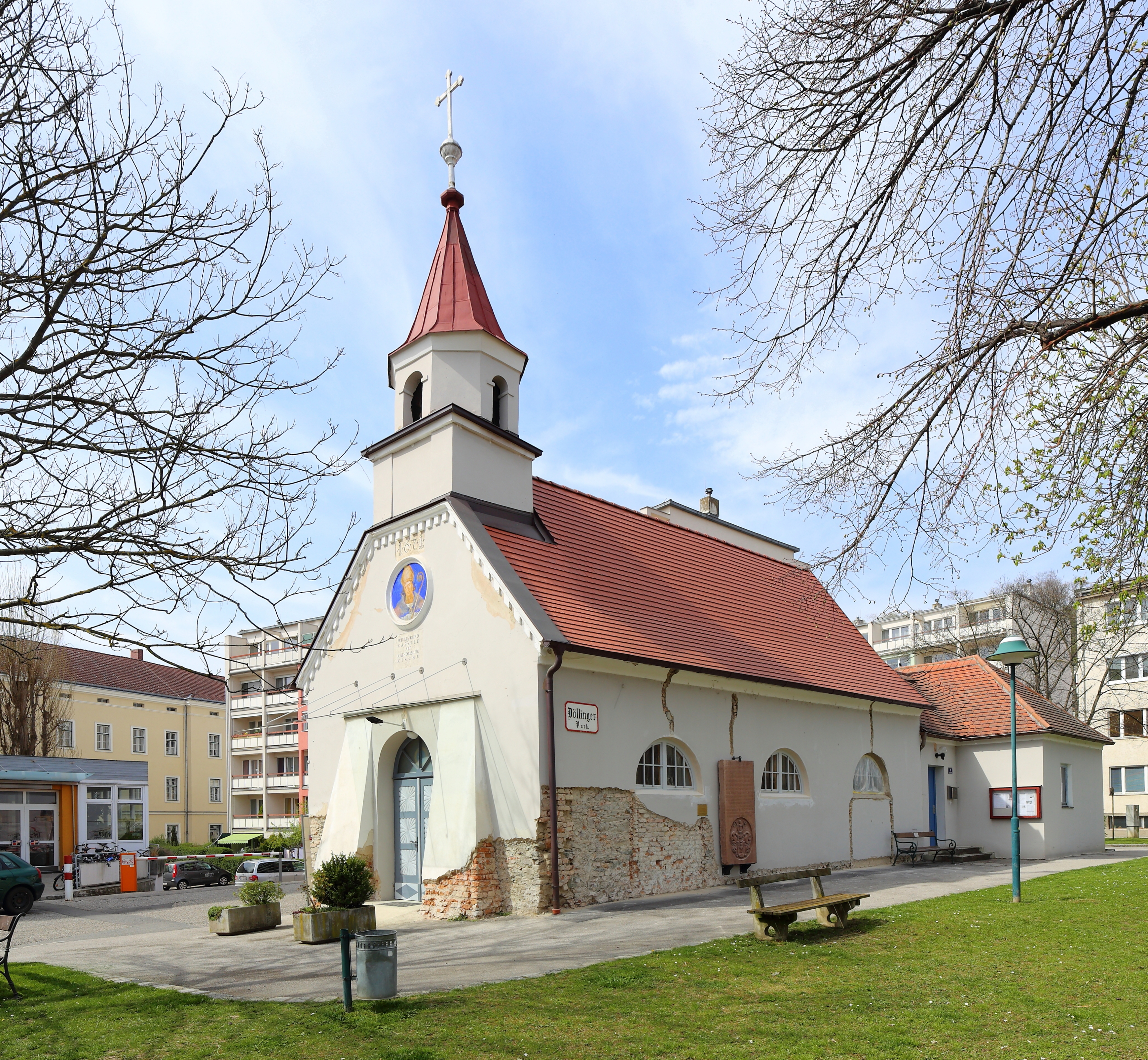
Willibrord-Kapelle in Krems an der Donau

Die Willibrord-Kapelle ist ein denkmalgeschützter (Listeneintrag) Sakralbau der Altkatholischen Kirche Österreichs in der niederösterreichischen Stadt Krems an der Donau.

## Geschichte
Die Willibrord-Kapelle wird auf 1671 datiert. Von 1562 bis zur Auflassung im Jahr 1903 war sie von einem Friedhof umgeben, dem sie als Kapelle diente. Der Sakralbau ist schlicht ausgeführt und besitzt ein Satteldach und einen Dachreiter. Die westliche Seite verfügt über gemauerte Strebepfeiler und Lünettenfenster. Das Medaillon des hl. Willibrord befindet sich über dem Giebel. Dieser Heilige gilt als der erste Erzbischof von Utrecht.
Die Bauweise des Dachreiters zeichnet sich durch einen achteckigen Aufsatz über quadratischem Sockel, die rundbogigen Schallfenster und einen Pyramidenhelm aus. Der Saalraum ist durch eine Stichkappentonne gewölbt. Das Gebäude befindet sich in der Nähe des Steiner Tor an der Arbeitergasse. Seit 1947 dient die Kapelle der altkatholischen Kirche als Gottesdienststätte.

## Altkatholische Kirchengemeinde Krems-St. Pölten
Eine Expositur des altkatholischen Pfarramtes Sankt Salvator (Wien) existierte seit 1926. Der erste altkatholische Gottesdienst in Krems wurde 1929 in der evangelischen Heilandskirche abgehalten. Im September 1941 erfolgte die Pfarrerhebung zur altkatholischen Kirchengemeinde Krems-St. Pölten. 1947 wurde die nahe dem Steinertor gelegene Willibrord-Kapelle durch Bischof Stefan Török geweiht. Der Ankauf der Kapelle durch die Kirchengemeinde geschah 1965. 1999 wurde anlässlich der Feier „70 Jahre altkatholischer Gottesdienst in Krems“ die Willibrord-Glocke gesegnet. In den Jahren 2001 und 2002 erfolgte eine Renovierung.
Die Pfarrgemeinde Krems-St. Pölten der Altkatholischen Kirche Österreichs hält ihre Gottesdienste in der Willibrord-Kapelle in Krems, in der Bürgerspitalskirche von St. Pölten sowie in den evangelischen Kirchen von Amstetten, Purkersdorf und Waidhofen an der Thaya ab.